# Brigitte Pfaffenberger
Brigitte Pfaffenberger (* 27. September 1937 in Nürnberg; † 17. März 2019 in Stuttgart) war eine deutsche Künstlerin.

## Leben und Werk
Sie studierte von 1960 bis 1965 an der Akademie der Bildenden Künste Nürnberg bei Gerhard Wendland, an der Staatlichen Hochschule für Bildende Kunst in Kassel bei Fritz Winter und in den Werkstätten für Radierung in Paris. 1964 erhielt sie den Akademiepreis für Malerei in Nürnberg. Ab 1967 besuchte sie die Staatliche Akademie der Bildenden Künste Stuttgart bei Gunter Böhmer. 1979 erhielt sie ein Stipendium der Kunststiftung Baden-Württemberg, weitere Stipendien und Künstleraufenthalte schlossen sich an. Seit 1995 lag der Schwerpunkt ihres Werks auf Arbeiten mit Raumbezug. Sie lebte die letzten Jahrzehnte in Stuttgart.
Werke von Pfaffenberger waren seit den 1970er Jahren bei zahlreichen Einzelausstellungen zu sehen, darunter 1980 im Haus der Kunststiftung in Stuttgart, 1987 im Kunsthaus Nürnberg, 1992 beim Kunstverein Rosenheim, 1993 im Hagenbucher in Heilbronn und 1999 im Haus der Schuhzunft in Ulm. Mehrere ihrer Werke befinden sich in öffentlichen Sammlungen, darunter im Bestand der Graphischen Sammlung der Staatsgalerie Stuttgart, des Regierungspräsidiums Stuttgart, des Landratsamts Esslingen, der Stadt Wien und der Stadt Biel (Schweiz).
Brigitte Pfaffenberger starb am 17. März 2019 im Alter von 81 Jahren in Stuttgart.